# Blida (Liban)
Blida (arab. بليدا) – wieś położona w dystrykcie Kada Mardż Ujun, w Muhafazie An-Nabatijja, w Libanie.

## Położenie
Wioska jest położona w dolinie wśród gór na wysokości 650 metrów n.p.m., w odległości mniej niż 1 kilometra na zachód od granicy z Izraelem.
W jej otoczeniu znajdują się wioski Ajtarun, Mhaibib i Majs al-Dżabal. Po stronie izraelskiej jest kibuc Jiftach.

## Historia
Po I wojnie światowej w 1918 wioska weszła w skład francuskiego Mandatu Syrii i Libanu, który formalnie powstał w 1923. W 1941 powstał Liban, który został uznany dwa lata później. W 1946 wycofały się ostatnie wojska francuskie. Podczas wojny domowej w Mandacie Palestyny w rejonie wioski stacjonowały siły Arabskiej Armii Wyzwoleńczej, atakujące pozycje żydowskie na terenie dawnego brytyjskiego Mandatu Palestyny. Podczas I wojny izraelsko-arabskiej w październiku 1948 Izraelczycy przeprowadzili operację Hiram. W dniu 30 października siły Brygady Karmeli wkroczyły do Libanu, zajmując między innymi wioskę Blida. Wysiedlono wówczas większość jej mieszkańców, a wioska pozostawała w rękach izraelskich do końca wojny, stanowiąc kartę przetargową w trakcie negocjacji porozumienia o zawieszeniu broni izraelsko-libańskim. W 1956 trzęsienie ziemi było powodem dużych zniszczeń w rejonie Blidy.
Z powodu bliskości granicy izraelskiej. Blida cierpiała podczas kolejnych wojen izraelsko-arabskich. W trakcie wojny sześciodniowej w 1967 rejon wioski został ostrzelany przez izraelską artylerię. W 1971 rajd izraelskich komandosów był przyczyną spalenia tutejszych winnic. Podczas wojny libańskiej w 1982 wioskę zajęli Izraelczycy. Do 2000 Blida znajdowała się w izraelskiej „strefie bezpieczeństwa” utworzonej w południowym Libanie. Po 1985 stacjonowały tutaj siły Armii Południowego Libanu. Po wycofaniu się w 2000 Izraelczyków, rejon wioski zajęły siły Hezbollahu. Prowadzona przez tę organizację wojna z Izraelem była przyczyną II wojny libańskiej w 2006. Na wioskę Blida spadły wówczas bomby, powodując duże zniszczenia i śmierć 8 mieszkańców. Po wojnie rejon wioski patrolują siły UNIFIL. Międzynarodowa pomoc umożliwiła budowę dróg, kanalizacji i ośrodka zdrowia.

## Religia
W wiosce znajduje się jeden meczet.

## Gospodarka
Lokalna gospodarka opiera się na rolnictwie, głównie uprawach tytoniu i drzew oliwnych oraz figowych.